# Paravelleda orientalis
Paravelleda orientalis är en skalbaggsart som beskrevs av Stefan von Breuning 1956. Paravelleda orientalis ingår i släktet Paravelleda och familjen långhorningar.
Artens utbredningsområde är Kenya. Inga underarter finns listade i Catalogue of Life.